# 絶対正義
『絶対正義』（ぜったいせいぎ）は、秋吉理香子著の長編ミステリー小説。2016年11月10日に幻冬舎より刊行された。カバーイラストは、谷川千佳が担当している。
2019年2月2日から3月24日まで東海テレビ制作により、テレビドラマ化された。

## あらすじ
高校時代の同級生4人組の元に一通の招待状が届いた。差出人は、高規範子。4人組は高校入学して間もない頃に転校してきた範子を招き入れた。範子は成績優秀で正義感が強く礼儀正しいが、他人にもルール違反を許さなかった。だが、その正義感は次第に異常さを増していき、痺れを切らした4人組は範子殺害を試み、崖へ突き落とした。それから5年後、順風満帆に過ごしていた4人に混乱と恐怖が襲う。

## 書誌情報
- 絶対正義（2016年11月10日、幻冬舎 ISBN 978-4-34-403025-1）
- 絶対正義（2019年1月16日、幻冬舎文庫、ISBN 978-4-344-42825-6）

## テレビドラマ
東海テレビの制作により、フジテレビ系列において「オトナの土ドラ」枠で2019年2月2日から 3月24日まで放送されていた。主演は山口紗弥加。
キャッチコピーは「その女正しすぎる。」。

### キャスト

#### 主要人物（群馬県立朋印高校59期生）
高規範子（たかき のりこ）〈18 → 33 → 45〉
演 - 山口紗弥加（高校時代：白石聖）
本作の主人公。父親は農水省官僚。何よりも正しさを求める母親・幸恵（演 - 山口紗弥加）に育てられたが、ある日、友人とともに門限を破ったことを完膚なきまでに叱責されたことに腹を立て、家を飛び出す。
追いかけてきた母親と赤信号の交差点を挟んで対峙し、ルールを破れない母親の性格をなじるような言葉をかけたところ、母親が赤信号を無視して飛び出し、自動車にはねられ死んでしまう。
その事件をきっかけに、友人は不登校になり、元いた高校には通える状況ではなくなったため、友人とある約束をした上で、群馬県立朋印高校の三年D組に転校する。
以来、母親のように法律に基づく「正義」こそ最も重視すべきであるという性格に豹変し、周囲の人間を正しい道に導くと称して制裁を加えていく。
転入後に知り合った四人の友人を「家族」のように大切な存在として認識しており、高校卒業後は婿養子という形で啓介と結婚（政略結婚であるとみられる）し、律子をもうけるも、「夫は家族ではない」と認識しており、不倫現場を目撃しても涼しい顔でいた。
正義を振りかざすあまり、家族のように思っていた四人を追い詰めてしまい、麗香に崖から突き落とされ、遺体が見つからなかったものの10年近くもの間死んだものと思われていた。
その後、意識不明の状態で発見され、矢沢を殺した容疑で逮捕すべく保護されていたさなかに意識を取り戻し、半身不随ながらも病院から脱走。自分の正義が行き過ぎていたことを四人らに謝罪し、矢沢を殺害した容疑で逮捕される。
西山由美子（にしやま ゆみこ）〈18 → 33 → 38 → 45〉
演 - 美村里江（高校時代：桜田ひより）
三年D組の生徒。旧姓：吉田。準主人公のような存在。範子が転校してきた初日の通学途中、バスの車内で痴漢（演 - 若林秀敏）に遭うが、その瞬間を目撃した範子に犯人を捕まえてもらう。
その事件をきっかけに範子と知り合い、高校時代を通して特に仲がよかった。
定職につかずブラブラしているモラハラ夫・雅彦に愛想を尽かしており、その後離婚。
範子が崖から突き落とされた後、啓介の元愛人が啓介を殺害する現場を目撃する。
その後逮捕され、獄中での面会の際息子の淳史（演 - 宇都宮太良）に「結婚するからもう会いに来るな」「もし今度目の前に現れたら（殺す）」と絶縁を宣言される。
理穂・ウィリアムズ（りほ・ウィリアムズ）〈18 → 33 → 38 → 45〉
演 - 片瀬那奈（高校時代：小野莉奈）
三年D組の生徒。旧姓：三波。集金袋を盗んだ犯人と疑われたが、範子が現場周辺にいた生徒47人に聞き込みを行い、真犯人を突き止めてもらう。
日本の男に興味がないと周囲に漏らしており、高校卒業後はハーバード大学に進学し、その後ジョーイとともにインターナショナルスクールを設立する。
不妊に悩んでおり、何度も治療を受けるがうまくいかなかった。範子が崖から突き落とされた後に妊娠するも、出産直前に逮捕される。獄中でひなたを出産し、ジョーイに託す。
今村和樹（いまむら かずき）〈18 → 33 → 38 → 45〉
演 - 桜井ユキ（高校時代：小向なる）
三年D組の生徒。服装検査でスカート丈が短いことを風紀委員（演 - 飯村未侑）が気づかず見逃そうとしたところを範子に指摘され、卒業間近に制服を買い直す羽目になった他、反省文を食らってしまう。
しかし一方で、他クラスの風紀委員が仲のいい生徒の服装の乱れを黙認していたことが発覚し、三年D組だけが罰を受けずに済む。
高校卒業後はジャーナリストとなり、暴露本を出版するも、岡本瞳への強引な取材手法を範子に見抜かれ、裁判になってしまい、文学賞の受賞話が危うくなる。
範子が崖から突き落とされた後に裁判は取り下げられ、事件をモチーフにしたフィクション小説で文学賞を受賞するも、その後逮捕される。
石森麗香（いしもり れいか）〈18 → 33 → 38 → 45〉
演 - 田中みな実（高校時代：飯田祐真）
三年D組の生徒。高校在学中から芸能活動をしている。同年代の共演者と体の関係を持ち妊娠してしまったが、悪いことは何もしていないと範子に促され、中絶手術を受ける。
高校卒業後は女優となり、亮治と不倫関係にあったが、亮治の妻の死去後は内縁関係に近い形で交際を続けていた。
範子を崖から突き落とし、その後亮治にも捨てられ、逮捕される。

#### その他
西山雅彦（にしやま まさひこ）
演 - 忍成修吾
由美子の夫。定職につかず、範子に斡旋してもらった職場もすぐに辞めてしまい、その後借金地獄に陥ったことを長きに渡って由美子に隠していた。
離婚をする気は無く、子供を連れ帰ろうとするなど執拗に復縁を迫っていたほか、離婚後も定職につかず息子から金をせびっていた。
本間亮治（ほんま りょうじ）
演 - 神尾佑
テレビ局のプロデューサー。麗香と不倫関係。妻は何年も前からくも膜下出血で昏睡状態にあったが、意識が戻らず死亡。
その後も麗香との不倫を続けてきたが、後に不倫を解消。直後に律子に協力する形で四人の悪名を全国に知れ渡らせる。
四人の出所後も複数の女性と不倫関係にあり、そのことも律子に見抜かれている。
矢沢剛志（やざわ たけし）
演 - 水橋研二
群馬県立朋印高校の体育教師。喫煙をしていた男子生徒を口頭注意したが、そのことを法に則り対処しなかった、隠蔽したと範子に認識され、事件を穏便に済ませようとした警官ともども週刊誌に情報をリークされ、退職に追い込まれる。
その後、範子に本当の正義が何かを思い知らせ、反省させるべく（＝復讐すべく）「高規範子被害者の会」の会長を務めているとしていたが、全て範子を陥れるためのハッタリであった。
物語中盤、範子の集合写真撮影を執拗に妨害したため、範子によって殺害された。
ジョーイ・ウィリアムズ
演 - 厚切りジェイソン
理穂の夫。理穂の逮捕前まではインターナショナルスクールの学長をしていた。経理に手腕を発揮するほか、どのような悩みにも親身になってくれる範子に絶対的な信頼を寄せていた。
理穂の逮捕・出所後はひなたと二人で暮らしている。
高規律子（たかき りつこ）〈11 → 16 → 23〉
演 - 白石聖（11歳時点：石母田美里）
範子と啓介の娘。小学生の頃は母の性格に嫌気が差しており、反発して万引きをしたところを由美子に見つかり、穏便に済ませてもらうも、範子に厳しく叱責される。
その後すぐ自転車事故に遭っており、高校時代以降もその頃のものと思われる古傷が顎に残っている。
範子が崖から突き落とされ、行方不明となった後に、ビデオカメラを仕込んだ腕時計が発見され、四人の犯行映像を公衆の面前で暴露し、四人の逮捕につなげる。
その後、範子が意識不明の状態で発見されたため、殺人罪で懲役20年となっていた四人を7年で釈放させるよう手続きを行う。
長きにわたり厳しい施設に入れられていたものと思われ、その反動からか歪んだ正義を振りかざすようになり、母を崖から突き落とした四人を徹底的に正しく導くと称し、執念深く自己批判をさせる。
その後、ブローチに仕込まれたGPSを辿って病院から脱走してきた範子に諭される。
岡本瞳（おかもと ひとみ）
演 - 黒沢リコ
和樹の取材協力者。息子（演 - 新井澄〔写真〕）がいる。強引な取材手法を範子に暴露され、何度か裁判を起こすも、後に頭を冷やし、裁判を取り下げる。
薬物犯罪歴がある。
高規啓介（たかき けいすけ）
演 - 堀部圭亮
範子の夫、律子の父。都議会議員であったが、後に国会議員となる。秘書など複数の若い女性と愛人関係にあるが、妻である範子からは冷たくあしらわれている。
婿養子に入った先である範子の存在を疎ましく思っており、崖から突き落とされた後も範子のことを死んだことにしてほしいと四人に依頼してきた。
後に不倫相手・萬田綾乃（演 - 忍野さら）に暴行を加えたことを律子に暴露され、その後不倫相手に公衆の面前で惨殺される。
武田亜紀子（たけだ あきこ）
演 - 今藤洋子
東奈美（ひがし なみ）
演 - 浅野琳
編集長
演 - 飯田基祐
山田（やまだ）
演 - 尾崎右宗
高校時代の範子たちの担任。
矢沢の父
演 - 春延朋也
校長先生
演 - 窪園純一
高校時代の範子たちの校長。
記者
演 - 小山田織音
和樹の著書「正義の牙」で受賞する第64回海智文学賞の贈呈記者発表会場にて和樹に質問する記者。

### スタッフ
- 企画 - 横田誠（東海テレビ）
- 原作 - 秋吉理香子『絶対正義』（幻冬舎文庫）
- 脚本 - 仁志光祐、谷岡由紀、政池洋佑
- 音楽 - 木村秀彬、佐藤浩一
- 主題歌 - 嘘とカメレオン「ルイユの螺旋」(キングレコード)
- チーフプロデューサー - 市野直親（東海テレビ）
- プロデューサー - 浅野澄美、郷田悠（FCC）
- 演出 - 西浦正記、浅見真史
- 制作著作 - フジクリエイティブコーポレーション
- 制作 - 東海テレビ

### 放送日程
| 話数                                                         | 放送日  | サブタイトル                | サブタイトル                             | ラテ欄                                                                            | 脚本              | 演出     | 視聴率 |
| 話数                                                         | 放送日  | FOD                         | EPG欄                                    | ラテ欄                                                                            | 脚本              | 演出     | 視聴率 |
| ------------------------------------------------------------ | ------- | --------------------------- | ---------------------------------------- | --------------------------------------------------------------------------------- | ----------------- | -------- | ------ |
| 第1話                                                        | 2月02日 | 正義が生んだモンスター      | 正義が生んだモンスター                   | 天使か怪物か!? 正しすぎる女親友の日常を破滅へ! 神出鬼没白いおかっぱの恐怖…        | 仁志光祐          | 西浦正記 | 4.1%   |
| 第2話                                                        | 2月09日 | 襲来!最恐主婦               | 正しすぎる女本格始動!! 響く断末魔の叫び  | 犠牲者続出!? 正しすぎる女VS2千円借りた極貧主婦 正義地獄開幕(秘)スープを運ぶ謎     | 仁志光祐 谷岡由紀 | 西浦正記 | 4.7%   |
| 第3話                                                        | 2月16日 | 追い詰められた 女たちの逆襲 | 女たちの逆襲                             | 暴走する正義!! 新たなる怪物の罠!? 女達の逆襲!! 不倫相手の(秘)本妻にみな実悶絶!?   | 仁志光祐 谷岡由紀 | 浅見真史 | 3.4%   |
| 第4話                                                        | 2月23日 | 救世主現る!!                | 救世主現る!? 女たちの決断!!              | 救世主VS化け物!? 地獄の同窓会 乱れ翔ぶパフェと絶叫 衝撃のラスト19秒!!             | 仁志光祐 谷岡由紀 | 浅見真史 | 3.4%   |
| 第5話                                                        | 3月02日 | 彼女が親友を正す理由        | オトナの土ドラ 史上に残る衝撃展開!!      | 超意外!? 彼女が親友を正す理由 鍵は写真 CM ラブホ? あなたの想像を裏切る驚愕結末    | 政池洋佑          | 西浦正記 | 4.1%   |
| 第6話                                                        | 3月10日 | 帰ってきた範子              | 前代未聞!? 主人公不在の第2章開幕!!       | 帰ってきた範子VS殺した女達 化物の夫の思わぬ提案 女達の決断 (秘)仰天映像 列島震撼  | 仁志光祐          | 西浦正記 | 3.3%   |
| 第7話                                                        | 3月16日 | 死者からの招待状            | 衝撃は2度おとずれる! まばたき厳禁!!      | 第3形態突入!! 怖さ倍増!? 暴露本出版!! 友情に亀裂… 47分18秒後走る戦慄!! (秘)復讐法 | 仁志光祐          | 西浦正記 | 3.4%   |
| 最終話                                                       | 3月24日 | 天使か悪魔か…               | 予測不能のラスト! 地上波限定(秘)演出あり | 怒涛の27年今夜完結!! 予測不能展開!! 仰天(秘)結末に賛否両論!? 生き残るのは…?       | 仁志光祐          | 西浦正記 | 3.3%   |
| （視聴率はビデオリサーチ調べ、関東地区・世帯・リアルタイム） |         |                             |                                          |                                                                                   |                   |          |        |

- 第3話は『土曜プレミアム』・『テルマエ・ロマエ』の放送時間10分拡大。（フジテレビ制作、21時 - 23時20分）のため、10分繰り下げ（23時50分 - 0時45分）。
- 第6話は前夜の『土曜プレミアム』・『インフェルノ』の放送時間20分拡大。（フジテレビ制作、21:00 - 23:30）のため、20分繰り下げ（0時 - 0時55分）となり、日曜になってからの放送。
- 最終話は前夜の『世界フィギュアスケート選手権2019 男子フリー』（フジテレビ制作、18時30分 - 21時30分）のため、30分繰り下げ（0時10分 - 1時5分）となり、日曜日になってから放送した。

| 東海テレビ制作・フジテレビ系 オトナの土ドラ       | 東海テレビ制作・フジテレビ系 オトナの土ドラ | 東海テレビ制作・フジテレビ系 オトナの土ドラ                                             |
| 前番組                                            | 番組名                                      | 次番組                                                                                  |
| ------------------------------------------------- | ------------------------------------------- | --------------------------------------------------------------------------------------- |
| さくらの親子丼2 （2018年12月1日 - 2019年1月26日） | 絶対正義 （2019年2月2日 - 3月24日）         | 東海テレビ×WOWOW 共同製作連続ドラマ ミラー・ツインズ Season1 （2019年4月6日 - 5月25日） |